# Да није љубави, не би свита било
Да није љубави, не би свита било је српски филм из 2004. године.

## Радња
У пролеће 1999, током 78 дана Нови Сад изложен је НАТО бомбардовању. Да би сачувао породицу Мате Фодор шаље супругу и двоје деце у једно Панонско село. Тамо је његова сестра са мужем и два сина. Они су пре шест година напустили Книн као избеглице пред грађанским ратом. Обе породице у овом равничарском селу налазе уточиште и привремени рај. Живот на селу млађима доноси нова искуства, откривање љубави, док су старији оптерећени претходним животом, политичким уверењима и предрасудама.

## Улоге
| Глумац             | Улога  |
| ------------------ | ------ |
| Предраг Момчиловић | Митар  |
| Миљан Милошевић    | Милан  |
| Ђорђе Симић        | Марко  |
| Ирена Абрахам      | Марија |